# Соларёв, Илья Сергеевич
Илья Сергеевич Соларёв (29 марта 1981, Пермь, РСФСР, СССР) — российский казахстанский хоккеист, центральный нападающий.

## Спортивная карьера
Воспитанник пермского хоккея. Играл в высшей лиге чемпионата России, где провел 245 игр, набрав 100 очков по системе «гол+пас». В чемпионате Казахстана провел 117 игр, набрав 110 очков. В КХЛ провел 104 игры, набрав 28 очков.
С 2008 года привлекается в сборную Казахстана.
Чемпион Зимней Азиады-2011.
В 2001 году в 9 раунде драфта НХЛ под 281 номером выбран клубом «Тампа Бэй Лайтнинг»